# PIONIER
Pour les articles homonymes, voir Pionier.

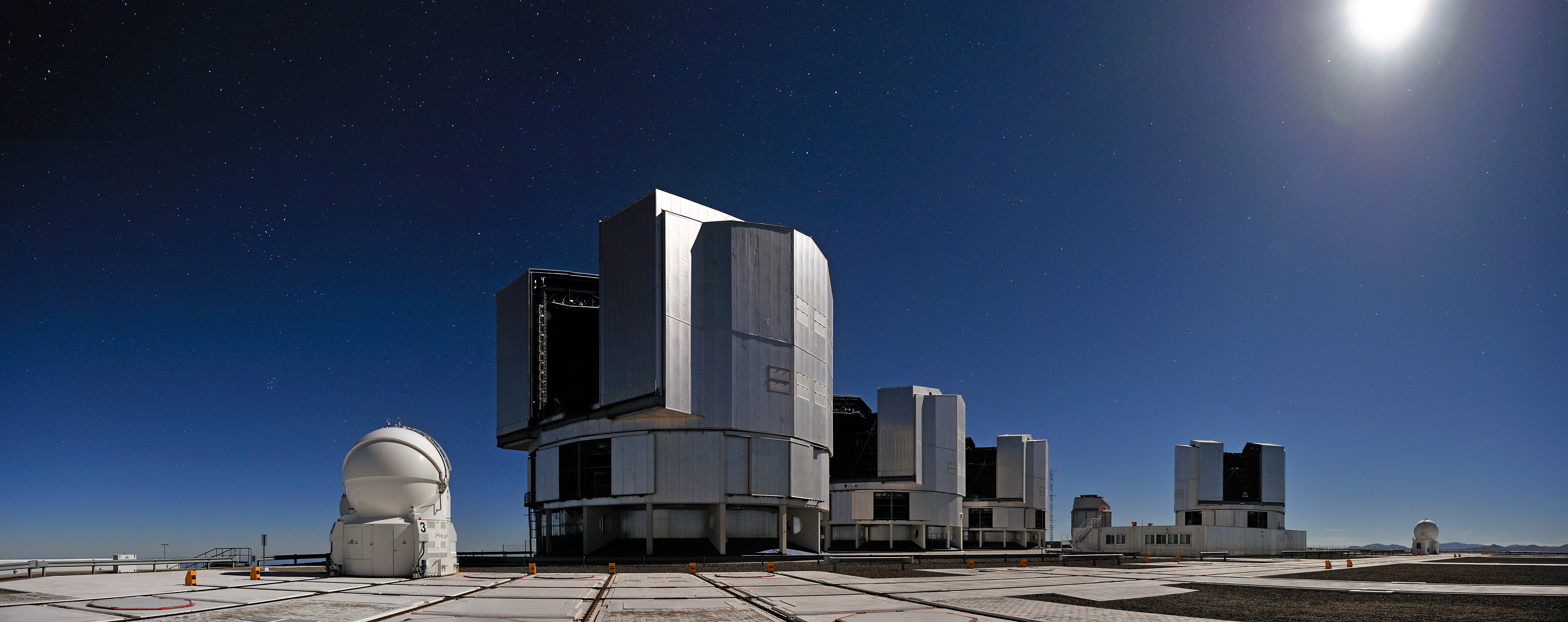
Quatre téléscopes VLT coordonnés.

Le Precision Integrated-Optics Near-infrared Imaging ExpeRiment (PIONIER ; en français Expérience d'imagerie en proche infrarouge d'optique intégrée de précision) est un instrument astronomique visiteur développé en 2010 par l'Institut de planétologie et d'astrophysique de Grenoble (IPAG) pour le Very Large Telescope Interferometer (VLTI).
L'instrument a fait sa première lumière en octobre 2010. 
Depuis 2014, il fait partie intégrante des instruments interférométriques de l'ESO offert à la communauté scientifique.
En octobre 2018, l'instrument bénéficie du nouveau système d'optique adaptative "NAOMI" qui équipe chacun des télescopes auxiliaires du VLTI.